# Braunsia
Braunsia là chi thực vật có hoa trong họ Aizoaceae.